# Пеццана
Пеццана (італ. Pezzana, п'єм. Psan-a) — муніципалітет в Італії, у регіоні П'ємонт, провінція Верчеллі.
Пеццана розташована на відстані близько 500 км на північний захід від Рима, 70 км на схід від Турина, 8 км на південний схід від Верчеллі.
Населення — 1339 осіб (2014).
Щорічний фестиваль відбувається 2 серпня. Покровитель — Sant'Eusebio.

## Демографія
Населення за роками:

Станом на 1 січня 2023 року в муніципалітеті офіційно проживало 68 іноземців з 16 країн, серед них 18 громадян країн Євросоюзу та 2 громадяни України.

## Сусідні муніципалітети
- Азільяно-Верчеллезе
- Карезана
- Палестро
- Прароло
- Розаско
- Стропп'яна